# Mary Bell (aviadora)
Mary Teston Luis Bell (3 de dezembro de 1903 – 6 de fevereiro de 1979) foi uma aviadora australiana fundadora e líder do Corpo Aéreo de Treinamento Feminino (Women's Air Training Corps), uma organização voluntária que forneceu apoio para a Real Força Aérea Australiana durante a Segunda Guerra Mundial. Bell também ajudou a criar a Women's Auxiliary Australian Air Force (WAAAF), o primeiro e maior grupo de mulheres em serviço durante uma guerra na Austrália, que teve cerca de 18 000 membros em 1944.

## Primeiros anos e WATC
Nascida em 3 de dezembro de 1903, em Launceston, Tasmânia, Bell era filha de Rowland Walker Luis Fernandes, um inglês, e sua esposa, Emma. Frequentou a Escola Religiosa de Gramática para Meninas Inglesas em Launceston e a Escola Santa Margarete, em Devonport, antes de começar a trabalhar em um escritório de advocacia com quatorze anos de idade. Em 1923, casou-se com John Bell, um oficial da Real Força Aérea Australiana veterano da Primeira Guerra Mundial, com o qual teve uma filha.
Ente 1925 e 1928, viveu na Grã-Bretanha enquanto John estudava no Colégio de Formação da Real Força Aérea em Andover. Interessada em aviação desde sua adolescência, Bell aprendeu a voar na Inglaterra e, em abril de 1927, recebeu uma licença de piloto privado. Ao retornar para a Austrália, em 1928, foi a primeira mulher a ganhar uma licença de piloto em Victoria. No ano seguinte, se tornou a primeira mulher australiana a qualificar-se como engenheira geotécnica.
Em 1939, mudou-se para Brisbane, onde tornou-se líder do braço aéreo da Legião Feminina de Emergência Nacional, que possuía cerca de quarenta membros. Bell se voluntariou para ajudar com a manutenção de aeronaves durante os tempos de guerra. Ao perceber que não atingiria seus objetivos com a Legião, ajudou a formar uma nova organização paramilitar em julho do mesmo ano, o Corpo Aéreo de Treinamento Feminino (Women's Air Training Corps - WATC), que elegeu Bell como seu comandante. Ela logo expandiu o WATC, transformando-o em uma organização nacional, com líderes em cada estado do país. Bell então escreveu ao Vice-Marechal do Ar Richard Williams, que ela conhecia através de seu marido e de seus contatos na aviação, solicitando a criação de um ramo feminino na RAAF, semelhante ao Women's Auxiliary Air Force (WAAF) da Real Força Aérea (RAF). Entre outras coisas, apontou que as voluntárias do sexo feminino, tais como as comandados por ela, já estavam apoiando a Força Aérea em tarefas administrativas e médicas. Além disso, o corpo de membros do WATC era formado por profissionais qualificados que poderiam auxiliar nos serviços gerais, poupando o governo de tempo e dinheiro na formação de trabalhadores não qualificados.

## Segunda Guerra Mundial e WAAAF

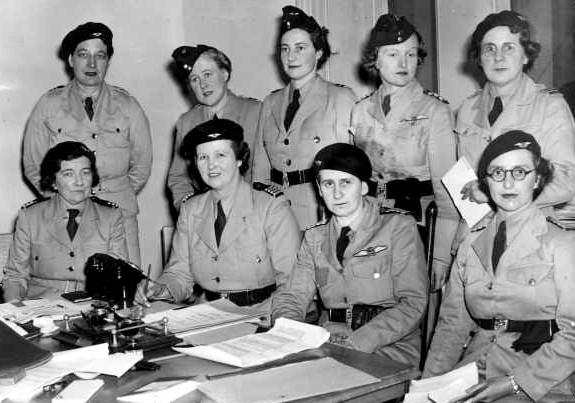
Comandante Geral Bell (sentada, segunda da direita para a esquerda), em uma reunião do conselho do Corpo Aéreo de Treinamento Feminino, em 1941.

A Austrália entrou na Segunda Guerra Mundial em 3 de setembro de 1939. Em novembro, a Air Bord da RAAF reuniu-se para discutir a carta de Bell, mas a tomada de qualquer decisão a respeito foi adiada. Todavia, Bell continuou a fazer pressão, da mesma forma que fizeram diversos outros grupos de mulheres que procuravam apoiar o esforço de guerra da Austrália. Em julho de 1940, o novo Chefe da Força Aérea, Marechal Charles Burnett, convidou-a para elaborar um projeto para uma força auxiliar feminina, sob a supervisão de seu marido, John, que agora trabalhava na Direção da RAAF, em Melbourne. Bell sugeriu que a nova organização contratasse as mulheres pelo período de duração da guerra, de forma semelhante ao que era feito com os membros homens da RAAF, ao invés de contratá-las por um curto período de tempo (o que era habitual), uma ideia radical para a época e que não seria colocar em prática até 1943. Ela também sugeriu que o WATC se tornasse uma reserva voluntária de civis, com o intuito de aumentar o alistamento de mulheres, o que foi visto como transferir demasiado poder para o seu comando. Vários oficiais da Força Aérea, incluindo o recém-promovido Marechal do Ar Williams e o Diretor de Pessoal Joe Hewitt, eram contrários a participação das mulheres. Burnett, um membro da RAF que tinha testemunhado o trabalho da WAAF durante a Batalha da Grã-Bretanha, defendeu a criação da Women's Auxiliary Australian Air Force (WAAAF).
Bell foi então nomeada para a RAAF em 24 de fevereiro de 1941 como agente administrativo com a provável posição de oficial de setor, embora atuasse como oficial de voo, com o objetivo de instalar a organização. Em 25 de março do mesmo ano, criou a WAAAF, que foi o primeiro grupo de mulheres uniformizadas no serviço militar da Austrália, precedendo organizações similares no Exército e na Marinha. Até julho, Bell já tinha recrutado cerca de duzentas mil mulheres. Dos primeiros seis agentes nomeados por ela, cinco eram ex-membros do WATC. Em 21 de maio de 1941, Clara Stevenson foi nomeada Diretora da WAAAF, com Bell como Vice-Diretora, a partir de 9 de junho. O Vice-Marechal do Ar Henry Wrigley escolheu Stevenson com base em seu passado como executiva da Berlei Company e porque ela não era uma "socialite". Apesar da experiência de Bell na aviação e de sua familiaridade com a RAAF, Wrigley considerou-a envolvida demais com o WATC, onde teria trazido "demasiada publicidade para si própria". Ela também pode ter incomodado Burnett por não ter incluído sua filha, Sybil-Jean, uma das fundadoras da WAAF, entre os membros iniciais da WAAAF.

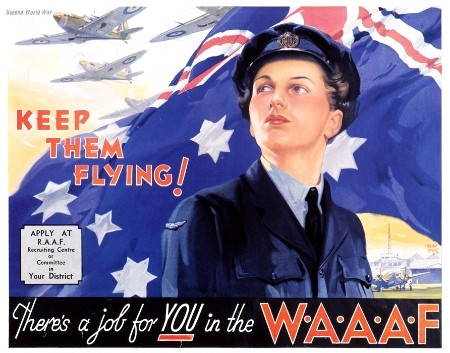
Cartaz de recrutamento da WAAAF, 1942.

Devido a nomeação de Stevenson, Bell optou então por demitir-se, pois não queria se reportar para alguém de fora da causa. Todavia, retornou mais tarde a pedido de Wrigley, sob a condição de que não seria nada além de uma oficial de voo. Duas das oficiais nomeadas por Bell também demitiram-se quando ela saiu. Mais tarde, descreveram-a como "uma organizadora completa e eficaz" e a "escolha óbvia" para a direção da organização. Depois da volta de Bell para a WAAAF em 5 de outubro de 1942, ela atuou na sede da RAAF em vários segmentos, principalmente nos serviços médicos. Apesar de sua sugestão em julho de 1940 de que as mulheres membros da WAAAF fossem contratadas permanente, isso não ocorreu e os contratos continuaram temporários com prazo de duração de doze meses, o que fez com que essas mulheres não se tornassem parte do efetivo permanente da RAAF e, portanto, não usufruíssem dos benefícios daí decorrentes, até 1943. Os pagamento recebidos eram apenas dois terços do salário dos militares do sexo masculino. A organização, no entanto, cresceu rapidamente, atingindo mais de 18 600 membros em outubro de 1944, ou doze por cento de todo o pessoal da RAAF. Até o final da guerra, um total de 27.000 mulheres tinham servido na WAAAF, compreendendo mais de trinta e um por cento do pessoal em terra, postos anteriormente ocupados por homens.

## Pós-guerra
Com a patente de oficial de voo, Bell foi dispensada da WAAAF, a seu próprio pedido, em 11 de abril de 1945. A WAAAF, a primeira e a maior organização militar feminina da Austrália, foi extinta em 30 de setembro de 1946. Bell e seu marido se tornaram agricultores, primeiro em Victoria e, em seguida, na Tasmânia, antes de se aposentarem em 1968. Vivendo com sua filha, Mary Bell morreu em Ulverstone, Tasmânia, em 6 de fevereiro de 1979. Ela foi enterrada no Mersey Vale Memorial Park, em Spreyton, perto de Devonport, ao lado de seu marido, que morreu em 1973.